# 2016年リオデジャネイロオリンピックのオーストラリア選手団
2016年リオデジャネイロオリンピックのオーストラリア選手団（2016ねんリオデジャネイロオリンピックのオーストラリアせんしゅだん）は、2016年8月5日から8月21日にかけてブラジルのリオデジャネイロで開催された2016年リオデジャネイロオリンピックのオーストラリア選手団、およびその競技結果。

## 概要
今大会は金メダル8個、銀メダル11個、銅メダル10個の合計29個のメダルを獲得した。
1924年パリオリンピック以来92年ぶりに実施されたラグビーでは、オーストラリア女子チームが金メダルを獲得し初代女王となった。

## メダル
| メダル | 選手名 | 競技         | 種目                     |
| ------ | --- | ------------ | ------------------------ |
| 金     | カイル・チャルマーズ | 競泳         | 男子100m自由形           |
| 金     | マック・ホートン | 競泳         | 男子400m自由形           |
| 金     | エマ・マキオン ブリタニー・エルムスリー ブロンテ・キャンベル ケイト・キャンベル | 競泳         | 女子4×100mリレー         |
| 金     | キンバリー・ブレンナン | ボート       | 女子シングルスカル       |
| 金     | トム・バートン | セーリング   | 男子レーザー級           |
| 金     | ニコール・ベック シャルロッテ・キャスリック エミリー・チェリー クロエ・ダルトン ジェマ・エサリッジ エリア・グリーン シャノン・パリー エヴァニア・ペリティ アリシア・カーク エマ・トネガト エイミー・ターナー シャーニ・ウィリアムズ | ラグビー     | 女子                     |
| 金     | キャサリン・スキナー | 射撃         | 女子トラップ             |
| 金     | クロエ・エスポジート | 近代五種     | 女子                     |
| 銀     | ジャレド・タレント | 陸上         | 男子50km競歩             |
| 銀     | ミッチ・ラーキン | 競泳         | 男子200m背泳ぎ           |
| 銀     | マデリン・グローヴス | 競泳         | 女子200mバタフライ       |
| 銀     | リア・ニール エマ・マッケオン ブロンテ・バラット タムシン・クック | 競泳         | 女子4×200mリレー         |
| 銀     | エミリー・シーボーム テイラー・マッケオン エマ・マッケオン ケイト・キャンベル | 競泳         | 女子4×100mメドレーリレー |
| 銀     | カーステン・フォスターリング アレクサンダー・ビロノゴフ キャメロン・ガードルストーン ジェームズ・マックレイ | ボート       | 男子クオドルプルスカル   |
| 銀     | ウィリアム・ロックウッド ジョシュア・ダンクリー＝スミス ジョシュ・ブース アレクサンダー・ヒル | ボート       | 男子舵なしフォア         |
| 銀     | マシュー・ベルチャー ウィリアム・ライアン | セーリング   | 男子470級                |
| 銀     | アイアン・ジェンセン ネーサン・アウタリッジ | セーリング   | 男子49er級               |
| 銀     | ジェイソン・ウォーターハウス リサ・ダーマニン | セーリング   | 混合ナクラ17級           |
| 銀     | アレックス・エドモンソン ジャック・ボブリッジ マイケル・ヘップバーン サム・ウェルスフォード カラム・スコットソン | 自転車       | 男子団体追抜             |
| 銅     | デーン・バード＝スミス | 陸上         | 男子20km競歩             |
| 銅     | ジェームズ・ロバーツ カイル・チャルマーズ ジェームズ・マグヌッセン キャメロン・マケヴォイ | 競泳         | 男子4×100mリレー         |
| 銅     | ミッチ・ラーキン ジェイク・パッカード デイビット・モーガン カイル・チャルマーズ | 競泳         | 男子4×100mメドレーリレー |
| 銅     | エマ・マッケオン | 競泳         | 女子200m自由形           |
| 銅     | マディソン・キーニー アナベル・スミス | 飛込         | 女子3mシンクロ板飛込     |
| 銅     | アンナ・メアーズ | 自転車       | 女子ケイリン             |
| 銅     | シェーン・ローズ スチュワート・ティニー サム・グリフィス クリストファー・バートン | 馬術         | 総合馬術団体             |
| 銅     | ジェシカ・フォックス | カヌー       | 女子K-1                  |
| 銅     | ケン・ウォーレス ラクラン・テーム | カヌー       | 男子K-2 1000m            |
| 銅     | アレック・ポッツ ライアン・タイアク テイラー・ワース | アーチェリー | 男子団体                 |